# Asparagus pastorianus
Asparagus pastorianus es una especie de planta de la familia Asparagaceae.

## Descripción
Se trata de un arbusto trepador, de crecimiento muy intrincado, que se diferencia dentro del género por poseer espolones  fuertemente espinosos, mayores de 5 mm, en cuyas axilas se disponen los cladodios. Se conoce como "espina blanca".

## Hábitat
Es una especie nativa en las Islas Canarias, presente también en Marruecos, en el conocido como enclave macaronésico africano.

## Taxonomía
Asparagus pastorianus fue descrita por Webb et Berth. y publicado en Hist. Nat. Iles Canaries 2(3): 329 1846.
Etimología
Ver: Asparagus
pastorianus: especie dedicada a L. Pastor, canario colaborador de Pierre Marie Auguste Broussonet en sus herborizaciones.  
Sinonimia
- Asparagopsis alba var. pastoriana (Webb & Berthel.) Ball
- Asparagus pastorianus f. longifolius G.Kunkel[3]

## Nombre común
- Castellano: esparraguera espina blanca.